# Lissac-et-Mouret

Lissac-et-Mouret este o comună în departamentul Lot din sudul Franței. În 2009 avea o populație de 928 de locuitori.

## Evoluția populației
| An        | 1975 | 1982 | 1990 | 1999 | 2006 | 2009 |
| --------- | ---- | ---- | ---- | ---- | ---- | ---- |
| Populație | 557  | 681  | 751  | 786  | 887  | 928  |